# Synema mandibulare
Synema mandibulare är en spindelart som beskrevs av Dahl 1907. Synema mandibulare ingår i släktet Synema och familjen krabbspindlar. Inga underarter finns listade i Catalogue of Life.